# Sapling Foundation
La Sapling Foundation és una organització privada sense ànim de lucre amb seu a Nova York (Estats Units) establerta per Chris Anderson l'any 1996. El seu objectiu d'estudi és l'exploració de les grans qüestions de la intenció humana: educació, tecnologia, disseny, mitjans de comunicació, l'esperit empresarial, i en última instància el poder de les idees.
El seu principal actiu és la Conferència TED, adquirida l'any 2001. Des de llavors, la missió de TED s'ha redefinit com "idees val la pena difondre" i les TED Talks s'han llançat de franc a Internet (a partir del portal ted.com) amb una afluència de mes 350 milions de visites. El programa TEDx ha permès més de 1200 esdeveniments autoorganitzats al voltant del món dedicat als principis de la fundació, les idees val la pena difondre. El Premi TED ha donat suport importants projectes lluita contra la pobresa, la pèrdua d'espècies, la crisi dels oceans, la intolerància religiosa, la salut pública, el disseny col·laboratiu, i molt més. Entre els seus guardonats hi ha gent com Bono o Bill Clinton.